# Ulmener Maar
Das Ulmener Maar ist ein zur Stadt Ulmen gehörendes Maar in der Eifel in Rheinland-Pfalz. Der meromiktische See ist bis zu 37 Meter tief und wird von einem durchschnittlich 20 Meter hohen Wall aus Tuffgestein, das sich aus dem Auswurf des einstigen Vulkans gebildet hat, umschlossen. Am südlichen Rand des Walls befinden sich die Ruinen einer Ritterburg aus dem 11. Jahrhundert.

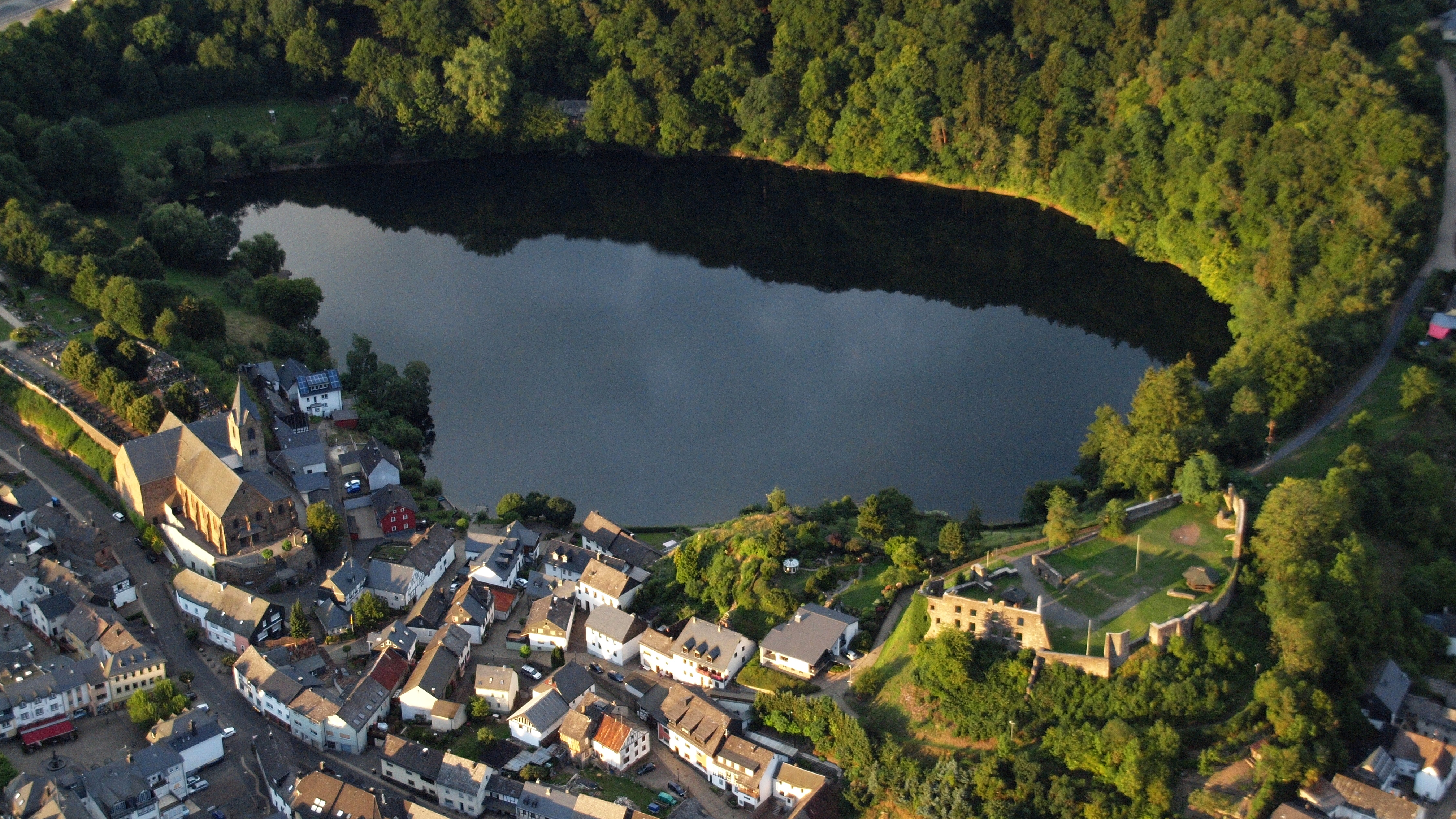
Ulmener Maar, Luftaufnahme (2015)

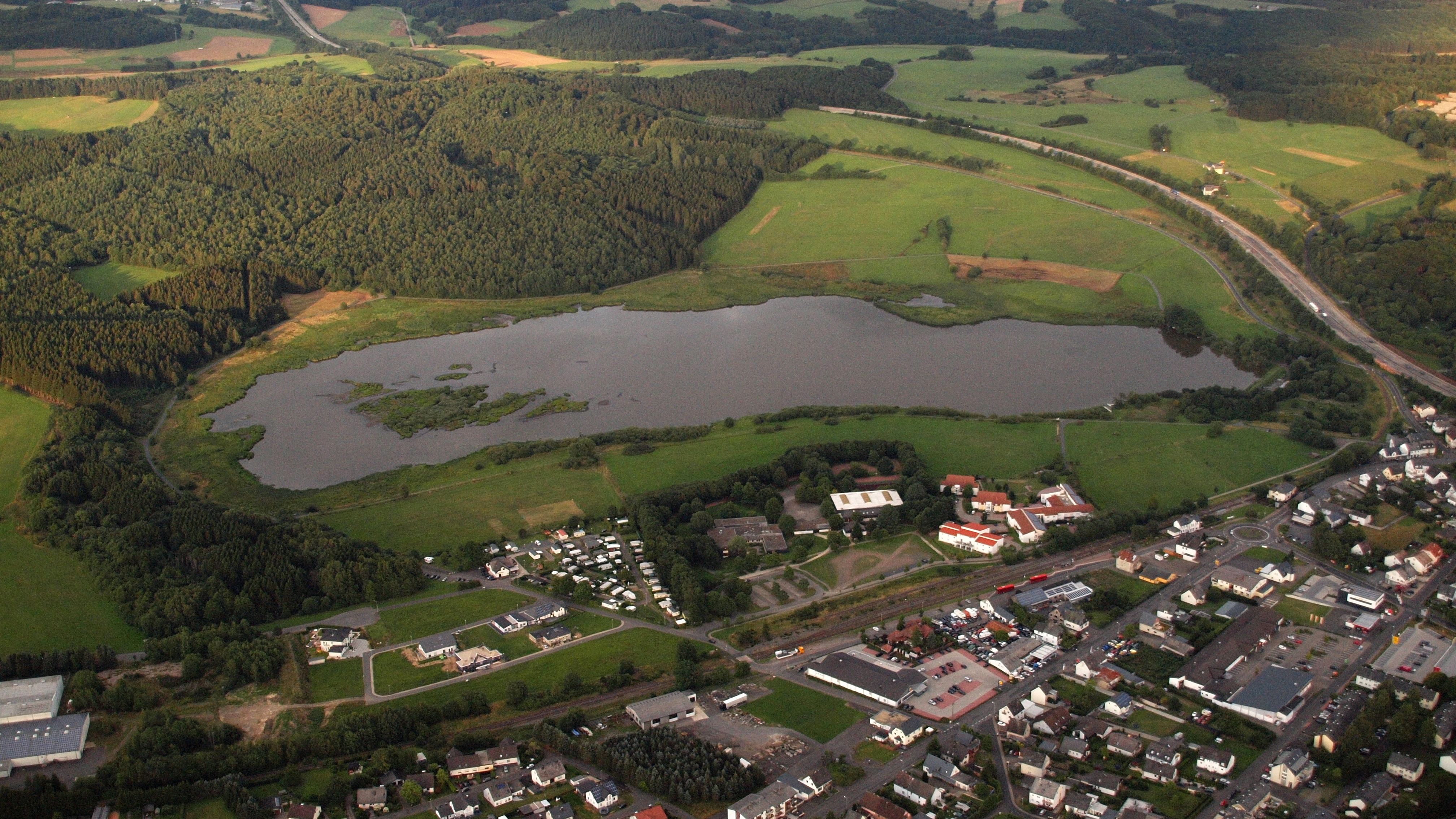
Ulmen, Jungferweiher, Luftaufnahme (2015)

## Geographie
Das Ulmener Maar hat eine unregelmäßige Form, es misst in Nordwest-Südost-Richtung etwa 510 Meter und quer dazu 250 Meter. Der See liegt östlich des Stadtzentrums. Ein Rundwanderweg führt am überwiegend dicht bewaldeten Ufer entlang.
Die Stadtverwaltung warnt (Stand 2024) vor jeglichem Kontakt mit dem Wasser, weil darin vermehrt Blaualgen auftreten, die Hautreizungen und allergische Reaktionen auslösen können.

## Geologie
Der durch den vulkanischen Ausbruch geschaffene Krater ist bis zu 86 Meter tief. An den Kraterwänden oberhalb des Wassers sind Gesteine des Unterdevons aufgeschlossen, darüber liegt der das Maar umschließende Tuffwall. Die Tuffe bestehen aus vulkanischem Auswurfmaterial (pyroklastische Sedimente wie vulkanische Asche und Lapilli) sowie beim Ausbruch zertrümmertem Gestein.
Das Ulmener Maar gilt als das jüngste der Eifel-Maare, es ist erst nach dem Ausbruch des Laacher-See-Vulkans entstanden. Datierungen mittels Warvenchronologie ergaben ein Alter von 11.000 Jahren. Die bisher durchgeführten Datierungen organischer Reste an der Basis der zum Maar gehörenden vulkanischen Tuffe mittels der Radiokohlenstoffmethode variieren allerdings beim ermittelten Alter zwischen 7.335 und 10.920 Jahren, aufgrund weiterer geologischer Hinweise wird ein Alter von etwa 9.500 Jahren bis höchstens 12.400 Jahren angenommen. Jüngere Alterswerte sind nur vom Booser Doppelmaar bekannt, hier liegen die Datierungen jedoch noch weiter auseinander, zwischen 6.275 und 35.240 Jahren. Geschätzt wird das Alter des Booser Doppelmaars auf etwa 10.100 bis 14.160 Jahre. Vulkanologen der Smithsonian Institution ordnen den letzten Ausbruch des Ulmener Maars in die Zeit von 8890 bis 8590 v. Chr. ein.
Der nördlich des Ulmener Maars gelegene Jungferweiher ist ebenfalls ein Maar, allerdings ein verlandetes.
Der nunmehr für Besucher begehbare Ulmener-Maar-Stollen verbindet die beiden. Bohrungen haben ergeben, dass es sich beim Jungferweiher um den Überrest eines 118.000 Jahre alten Vulkans handelt, der wesentlich größer war als jener, aus dem das Ulmener Maar hervorgegangen ist. 1942 staute man das Wasser auf den sumpfigen Wiesen und schuf dadurch wieder ein Gewässer, an dessen nördlichem Teil sich heute ein Vogelschutzgebiet befindet, wo man seltene und bedrohte Vögel beobachten kann. Wegen seines Fischreichtums zieht der See auch viele Angler an.

## Die Sagen um das Ulmener Maar
Viele Geschichten und Sagen ranken sich um das Maar, die sich zumeist auf die Ritter der darüber thronenden Burg beziehen. Eine der bekanntesten ist die vom Riesenfisch im Maar. Es heißt, dass jedes Mal, wenn er gesehen wurde, einer der Burgherren starb.
Die Sage wurde 1542 von dem Basler Gelehrten Sebastian Münster niedergeschrieben:
„Item zwen namhaftiger See sind in dieser Eyfel / einer bey dem Schloß Ulmen / und der ander bey dem Closter zum Laich / die sind sehr tief / haben keinen eynfluß / aber viel außfluß / die nennt man Mahr / und sind Fischreich. Im Mahr zu Ulmen ist ein Fisch / wie dann viel gesehen habe / auff dreissig Schuch lang / un ein and‘ auff zwölf Schuh lang / die habe Hecht gestallt. Und so sie sich lassen sehe / stirbet gewißlich ein Ganerb des Hauß Ulmen / es sey Mann oder Fraw / ist offt bewart und erfahren worden. Diese Mahr ligen gemeinlich auff hohen Bergen. Man hat das zu Ulmen wollen ersuchen in seiner Tieffe / und nach dem man dz Bley dreyhundert Clafftern tieff hinab gelassen / hat man kein Grund mögen finden.“
In heutigem Deutsch:
„Auch zwei namhafte Seen sind in dieser Eifel, einer beim Schloss Ulmen und der andere am Kloster zu Laach. Die sind sehr tief, haben keinen Zufluss, aber einen starken Abfluss. Die nennt man Maare, und sie sind fischreich. Im Maar zu Ulmen gibt es einen Fisch, den schon viele gesehen haben, der ist dreißig Fuß lang, und ein anderer ist zwölf Fuß lang, die haben die Gestalt von einem Hecht. Und wenn sie sich sehen lassen, stirbt gewiss ein Ganerbe des Hauses Ulmen, sei es Mann oder Frau. Das ist oft beobachtet und erfahren worden. Diese Maare liegen gewöhnlich auf hohen Bergen. Man hat das zu Ulmen in seiner Tiefe untersuchen wollen, und nachdem man das Blei dreihundert Klafter tief hinabgelassen hat, hat man keinen Grund finden können.“